# ژوسلینو کوبیچک
ژوسِلینو کوبیچک جی اولیویرا (به پرتغالی: Juscelino Kubitschek de Oliveira)‏ (۱۲ سپتامبر ۱۹۰۲ – ۲۲ اوت ۱۹۷۶) بیست و یکمین رئیس‌جمهور برزیل بود که از سال ۱۹۵۶ تا ۱۹۶۱ در این مقام بود.

## زندگی
ژوسِلینو کوبیچک جی اولیویرا در ۱۲ سپتامبر ۱۹۰۲ در خانواده‌ای فقیر در میناس گرایس برزیل به دنیا آمد. پدر وی که یک فروشنده دوره‌گرد بود در ۱۹۰۵ در سن ۳۳ سالگی درگذشت و مادرش جولیا کوبیچک که زنی چک تبار و کولی بود (۱۸۷۳–۱۹۷۳) او را بزرگ کرد. کوبیچک همیشه به عنوان یک دانش‌آموز باهوش شناخته می‌شد. کوبیچک در سال ۱۹۴۰ در ۳۸ سالگی شهردار بلوهوریزونته شد و بناهای زیادی را با کمک معمار شهیر، اسکار نیمایر بنا کرد.

## ریاست‌جمهوری
کوبیچک در ۱۹۴۵ برای کنگرهٔ ملی برزیل انتخاب شد و در همان سال به عنوان فرماندار میناس گرایس انتخاب شد. کوبیچک در ۱۹۵۶ با شعار ۵۰ سال پیشرفت در ۵ سال انتخاب شد.

## سازندگی
کوبیچک شهر برازیلیا را تنها در ۴ سال و با همکاری معماران مشهور برزیل لوسیو کوستا، اسکار نیمایر و روبرتو برل مارکس بنیان نهاد.

## درگذشت
ژوسِلینو کوبیچک در ۲۲ اوت ۱۹۷۶ در ۷۳ سالگی در حادثهٔ رانندگی درگذشت.